# میثاق زارع
میثاق زارع (متولد ۱۳۶۰، تهران) بازیگر سینما، تئاتر و تلویزیون اهل ایران است. او کار خود را با فیلم سینمایی تاکسی نارنجی آغاز کرد.

## حرفه
میثاق زارع با نقش آفرینی در سریال «بی گناهان» در سال ۱۳۸۷ پا به عرصه بازیگری در مجموعه‌های نمایشی تلویزیون گذاشت. او در سینما هم نقش‌آفرینی داشته و فیلم‌های اعترافات ذهن خطرناک، من دیه‌گو مارادونا هستم، برف روی کاج‌ها و … را در کارنامه خود دارد. در فیلم کوتاه تعویق میثاق زارع و عرفان ابراهیمی به‌عنوان بازیگران اصلی در این فیلم کوتاه ایفای نقش کرده‌اند. در جشنواره کن او به همراه سهیلا گلستانی از بازیگران فیلم تحت فشار جمهوری اسلامی و نتوانستند از ایران خارج شوند.

### سینمایی
- دانه انجیر معابد (۱۴۰۳)[۸][۹][۵] زارع در این فیلم در نقش ایمان، بازپرس دادگاه ایفای نقش می‌کند.[۱۰]
- سارا و آیدا (۱۳۹۶)
- بیوگرافی (۱۳۹۵)
- زار (فیلم) (۱۳۹۵)[۱۱][۱۲]
- لرد (فیلم) (۱۳۹۵)[۱۲]
- جاودانگی (فیلم)(۱۳۹۴)[۱۲]
- من دیگو مارادونا هستم (۱۳۹۳)[۲]
- اعترافات ذهن خطرناک من (۱۳۹۳)[۲]
- عصبانی نیستم (۱۳۹۲)[۱۲]
- فصل انار (۱۳۹۲)
- همه چیز برای فروش (۱۳۹۲)
- برف روی کاج‌ها (۱۳۹۰)[۲]
- تهرون (۱۳۸۹)
- تاکسی نارنجی(۱۳۸۷)

### تلویزیونی
- ملکاوان در نقش حمید از شبکه آی‌فیلم[۲]
- بی گناهان[۲]

### تئاتر
- رئال مادرید ۱۱ بارسلونا 1[۱۲][۱۳]
- اعتراف[۱۲]
- مافیا[۱۲]
- برای کلاه آهنی‌ها[۱۲]
- جنون محض، این نمایش که جزو کمدی‌های مطرح اروپا و نمایش برگزیده سال ۱۹۸۲ انگلستان است، فضای یک گروه تئاتری را هنگام تمرین نشان می‌دهد.[۱۴]
- پابرهنه، لخت، قلبی در مشت، سال ۱۹۹۹ جایزه بهترین نمایشنامه مردمی آلمان را دریافت کرده است و بیش از ۷۵۰ بار در دنیا با زبان‌ها، بازیگران کارگردان‌های متفاوت اجرا شده است[۱۵][۱۶]

### فیلم کوتاه
- تعویق[۳]